# Proteste in Israel 2011/2012

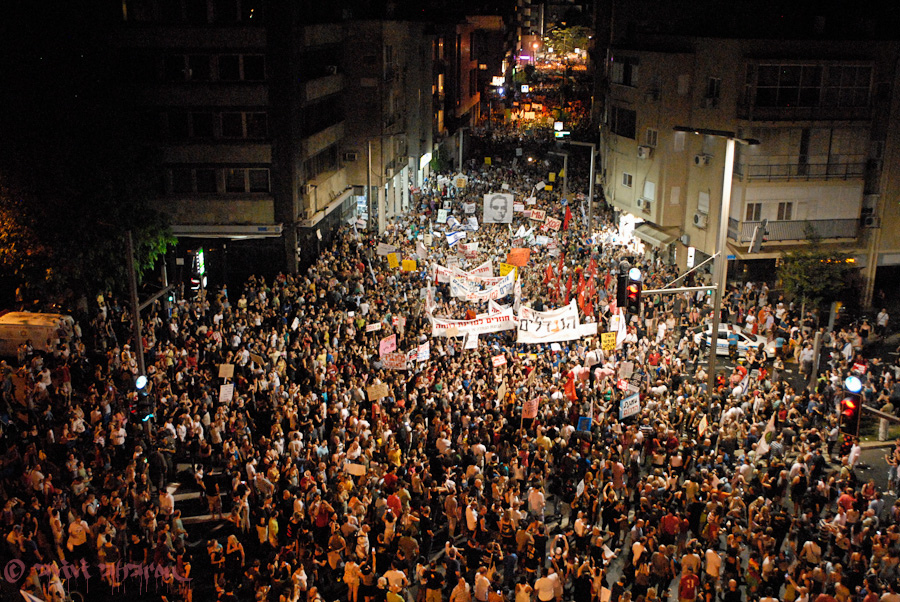
Demonstration in Tel Aviv am 6. August 2011

Die Proteste in Israel 2011/2012 begannen im Juli 2011. Die Demonstrierenden treten für mehr soziale Gerechtigkeit, insbesondere für eine Entspannung am Wohnungsmarkt ein. Inhaltliche Zusammenhänge zu den Ereignissen des Arabischen Frühlings sind in den Raum gestellt worden, sie sind jedoch recht lose; die Proteste richten sich vor allem gegen spezifisch israelische Probleme.

## Hintergründe
Die soziale Ungleichheit des Landes ist größer als in den meisten anderen Ländern der westlichen Welt, etwa ein Viertel der Bevölkerung lebt unter der Armutsgrenze. Hinzu kommen hohe Lebenshaltungskosten, die oft sogar von Familien mit zwei in Vollzeit arbeitenden Mitgliedern kaum bestritten werden können. Besonders stark betroffen sind die Wohnkosten, die zwischen Januar 2009 und Januar 2011 um fast 40 Prozent stiegen, aber auch die Preise vieler Lebensmittel stiegen in den letzten Jahren deutlich stärker an als die Löhne. Dies wird unter anderem darauf zurückgeführt, dass in Israel ein sogenannter crony capitalism entstanden ist, da ca. 60 Prozent des israelischen Wirtschaftskapitals in den Händen von 18 Familien liegt. Deshalb existieren in Israel oligarchische Strukturen, durch die insbesondere die Lebensmittelpreise gesteuert werden können. Dies führte zur paradoxen Situation, dass israelische Exportartikel (wie z. B. Olivenöl) in Israel teurer sind als in den jeweiligen Importländern.
Bereits im Juni 2011 war es nach Aufrufen im Internet zu einem spontanen Boykott von Hüttenkäse – der in Israel als Grundnahrungsmittel gilt – gekommen, dessen Preis zuvor innerhalb von drei Jahren um 40 Prozent gestiegen war. Ein kurz darauf beschlossenes Gesetz, das Boykottaufrufe gegen israelische Produkte unter Strafe stellt, wurde stark kritisiert, da es als Symbol für eine fortschreitende Aushöhlung der Demokratie zugunsten nationalistischer Interessen gesehen wurde.
Zudem fanden 2011 bereits Streiks mehrerer Berufsgruppen für bessere Bezahlung und bessere Arbeitsbedingungen statt.
Auch die starke Unterstützung der israelischen Siedlungen in den von Israel besetzten Gebieten wird kritisch gesehen. Für Sozialleistungen, Infrastrukturaufbau, militärische Sicherung und weitere Vergünstigungen werden hier nach Schätzungen eines israelischen Think Tanks weit über eine Milliarde Dollar pro Jahr ausgegeben, bei einem Staatshaushalt von knapp 70 Milliarden Dollar. Ein Siedler erhält vom Staat durchschnittlich doppelt so viel Geld wie ein Bewohner des israelischen Kernlandes, berichtete der israelische Politiker Haim Ramon. Dies ist teilweise durch den hohen Anteil ultraorthodoxer Juden unter den Siedlern zu erklären, die mehrere Jahre mit dem Torastudium verbringen und währenddessen keiner Arbeit nachgehen. Zudem ist die Geburtenrate unter dieser Bevölkerungsgruppe überdurchschnittlich hoch, was neben staatlichen Zahlungen auch die Siedlungen anwachsen lässt.

### Bezug zum Arabischen Frühling
Während die Demonstrationen in Israel sich hauptsächlich auf landesspezifische Probleme zurückführen lassen, die sich von den Problemen in anderen Ländern deutlich unterscheiden, beziehen die Demonstranten sich dennoch auf den Arabischen Frühling. So stand 2011 etwa auf Plakaten in der Zeltstadt in Tel Aviv: „Rothschild ist unser Tahrir-Platz“. Eine Mitorganisatorin der Proteste sagte, die Menschen hätten durch die Ereignisse auf dem Tahrir-Platz „plötzlich begriffen, dass die Macht in den Händen des Volkes liegt und dass man die Geschichte seines Landes in die eigenen Hände nehmen muss.“

## Entwicklung der Proteste

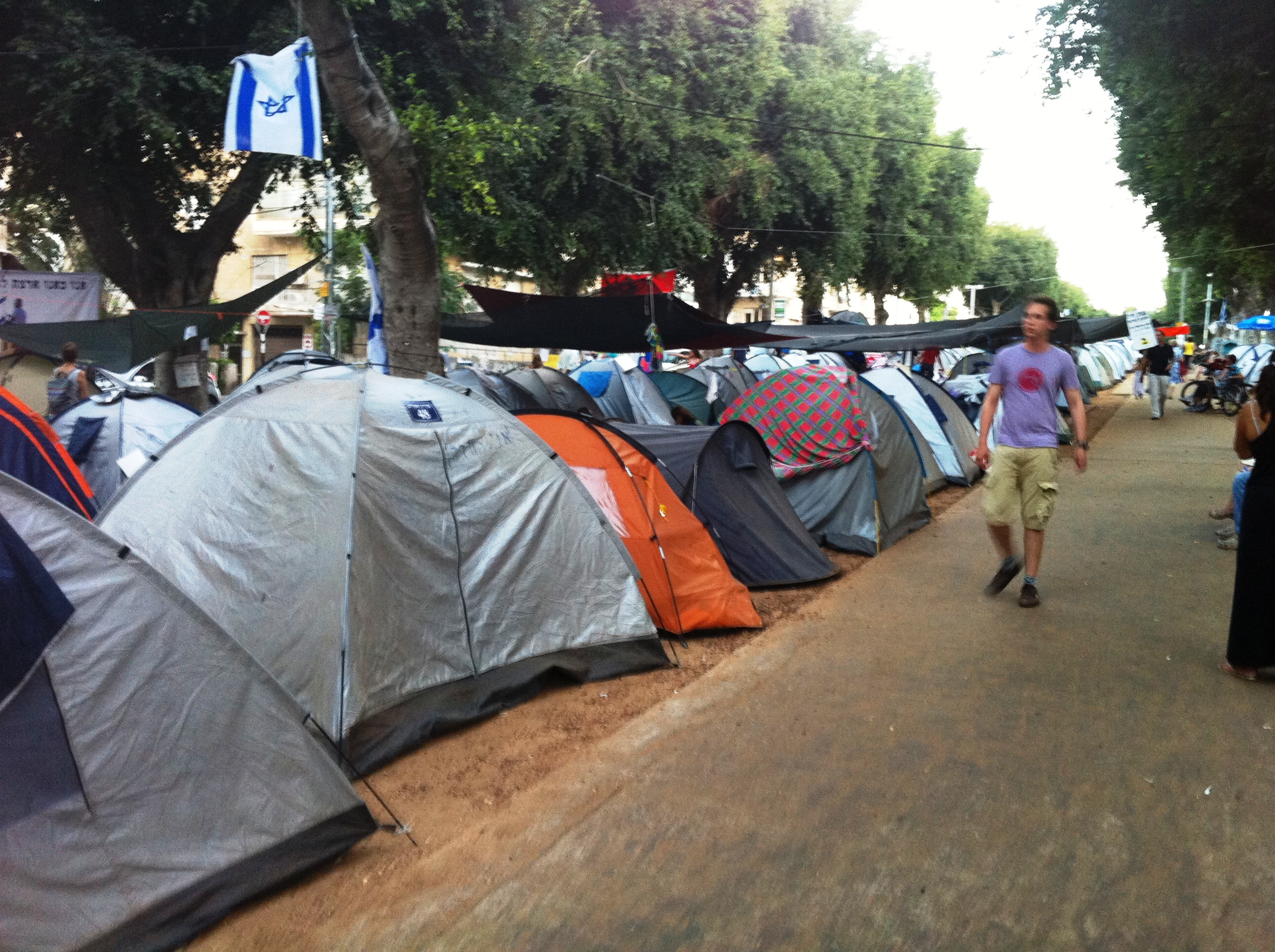
Zeltstadt auf dem Rothschild-Boulevard in Tel Aviv am 25. Juli 2011

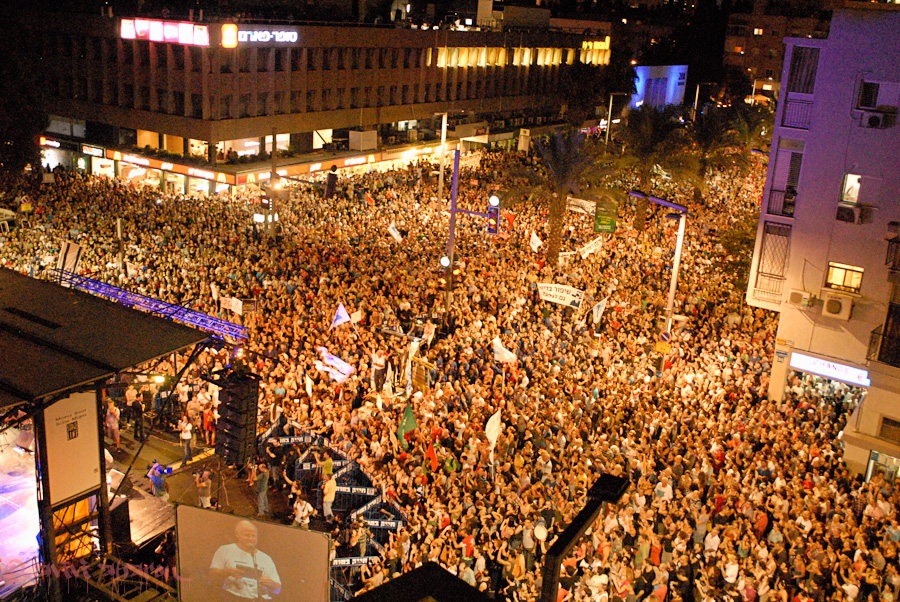
Demonstration in Tel Aviv am 27. August 2011

Die Proteste begannen am 14. Juli 2011 in Tel Aviv, nachdem der Filmemacherin Daphni Leef die Wohnung gekündigt wurde und sie keine neue erschwingliche Unterkunft fand. Sie beschloss, auf dem Mittelstreifen des Rothschild-Boulevard ihr Zelt aufzuschlagen, und schrieb auf Facebook: „Ich habe keine Wohnung, kann mir keine leisten und gehe auf dem Rothschild-Boulevard in einem Zelt demonstrieren. Wer macht mit?“ Innerhalb einer Woche schlossen sich mehrere hundert Demonstranten an, Anfang August hatte die Zeltstadt eine Länge von 1,5 Kilometern erreicht.
Am 24. Juli demonstrierten 20.000 Menschen in Tel Aviv für bezahlbaren Wohnraum. Zwei Tage später kündigte der israelische Ministerpräsident Benjamin Netanjahu an, innerhalb von zwei Jahren 10.000 Plätze in Studentenwohnheimen sowie Anreize zum Bau von 50.000 erschwinglichen Wohnungen schaffen zu wollen. Die Demonstrationen wuchsen jedoch weiter an, und bereits am 30. Juli gingen landesweit über 100.000 Menschen auf die Straßen. Neben Mieten wurden zunehmend auch andere Probleme, etwa Verschlechterungen der Gesundheitsversorgung und des Bildungssystems, angesprochen. Die Gewerkschaft Histadrut unterstützte die Demonstranten und kündigte einen Generalstreik an. Am Folgetag setzte Netanjahu ein Expertenteam ein, das sich mit der Krise beschäftigen soll. Bereits am 3. August wurde von der Knesset ein Gesetz beschlossen, das bürokratische Hürden bei der Bauplanung abbauen sollte. Die Demonstranten befürchteten, dass dadurch hauptsächlich Luxusbauten gefördert würden, jedoch kein bezahlbarer Wohnraum.
Im August wuchsen die Demonstrationen auf 200.000 bis 350.000 Teilnehmer an und wurden so zur größten Protestbewegung seit vier Jahrzehnten. Neben Tel Aviv fanden auch in vielen weiteren Städten Kundgebungen statt. Auch arabische Israelis schlossen sich den Demonstrationen an.

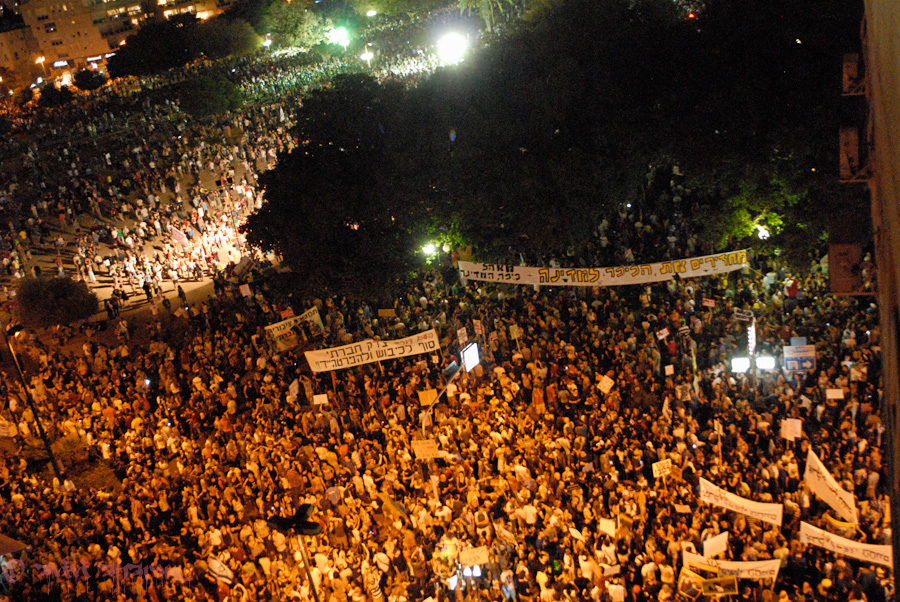
Demonstration in Tel Aviv am 3. September 2011

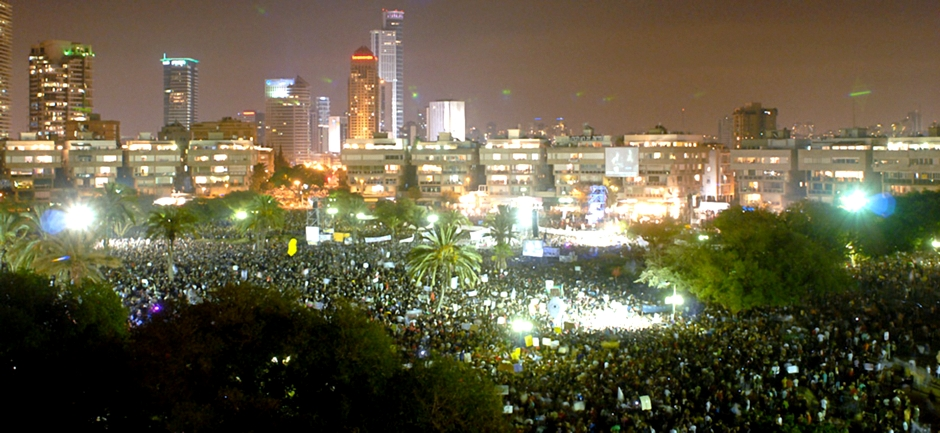
Demonstration in Tel Aviv am 3. September 2011

Für den 3. September wurde eine Demonstration unter dem Titel Marsch einer Million (march of a million) angekündigt. Bei dieser größten Demonstration in der israelischen Geschichte gingen in Tel Aviv zwischen 300.000 und 500.000 Demonstranten auf die Straße, landesweit waren es weitere 150.000.
Am 6. September verteilte die Stadtverwaltung von Tel Aviv Flugblätter, wonach die Zeltstädte bis zum jüdischen Neujahrsfest Rosch ha-Schana geräumt werden sollten. Entgegen vorherigen Abmachungen wurden bereits in der darauffolgenden Nacht von städtischen Angestellten und Polizisten Zelte entfernt, obwohl viele davon bewohnt waren. Der Bürgermeister von Tel Aviv entgegnete, es habe sich nicht um Abriss-, sondern um Aufräumarbeiten gehandelt.
In der Bevölkerung haben die Proteste einen sehr starken Rückhalt. Einer Umfrage der Zeitung Haaretz zufolge würden 87 Prozent der israelischen Bevölkerung die Proteste unterstützen, mehr als die Hälfte der Befragten waren mit den Reaktionen der Regierung nicht zufrieden. Einer anderen Umfrage zufolge unterstützten selbst 85 Prozent der Anhänger von Netanjahus Likud-Partei die Proteste.

### Forderungen der Demonstranten
Die Bewegung begann mit der Forderung nach bezahlbarem Wohnraum, innerhalb kurzer Zeit wurden jedoch auch allgemeinere Forderungen nach einer Senkung der Lebenshaltungskosten und sozialer Gerechtigkeit erhoben.
Als problematisch wird angesehen, dass die beteiligten Gruppen ein sehr breites inhaltliches Spektrum bilden und daher in ihren Forderungen nicht einheitlich auftreten. Ari Shavit von der israelischen Zeitung Haaretz erklärte: „Gesellt sich eine weitere gesellschaftliche Gruppierung zu den Protesten hinzu, dann werden deren Forderungen einfach an die anderen angehängt.“
Auch politische Forderungen, etwa nach einem respektvollen Zusammenleben mit Arabern und Beduinen sowie nach dem Ende des Siedlungsbaus, wurden auf Demonstrationen geäußert. Die Organisatoren vermeiden solche Themen jedoch weitgehend, da sie andernfalls ein Auseinanderbrechen der Bewegung fürchten.

### Gewaltsame Eskalation 2012
Bei Protesten in Tel Aviv kam es am 23. Juni 2012 erstmals zu gewalttätigen Auseinandersetzungen zwischen der Polizei und den Demonstranten, wobei mehr als 80 Menschen festgenommen wurden. Die Polizei sprach von einer illegalen und nicht genehmigten Demonstration. Etwa 6500 Menschen hatten sich am Abend im Stadtzentrum unter dem Motto „Notfallprotest – die Macht dem Volk zurückgeben!“ zu einer Kundgebung versammelt, wobei Teilnehmer eine zentrale Verkehrsader Tel Avivs sowie die Stadtautobahn blockierten. Weitere Teilnehmer brachen in drei Bankfilialen ein. Einen Tag zuvor hatte die Polizei eine der Führungspersönlichkeiten des Protests, Daphni Leef, sowie zwölf weitere Mitglieder festgenommen, als sie mit mehreren hundert anderen Demonstranten versucht hatten, auf dem zentralen Rothschild-Boulevard in Tel Aviv Protestzelte aufzustellen.

### Weitere Proteste im Juli und August
In der zweiten Julihälfte 2012 starben zwei Israelis, die sich im Zuge der Proteste selbst angezündet hatten. An den Protesten beteiligten sich beispielsweise am 15. Juli nach israelischen Polizeiangaben 8000 Menschen. Anfang August beschloss die israelische Regierung etwa die Erhöhung der Mehrwertsteuer, was wiederum zu einem Aufflammen der Proteste führte.
Derzeit liegt diese bei 18 %.